# کارمین گوتیری
کارمین گوتیری (انگلیسی: Carmine Gautieri؛ زادهٔ ۲۰ ژوئیهٔ ۱۹۷۰) بازیکن فوتبال اهل ایتالیا است.
از باشگاه‌هایی که در آن بازی کرده‌است می‌توان به باشگاه فوتبال پروجا، باشگاه فوتبال سورنتو کالچو، باشگاه فوتبال آ.اس. رم، باشگاه فوتبال پیاچنزا، باشگاه فوتبال باری، باشگاه فوتبال دلفینو پسکارا، باشگاه فوتبال چزنا، باشگاه فوتبال آتالانتا، باشگاه فوتبال امپولی، و باشگاه فوتبال ناپولی اشاره کرد.